# Liste der Naturdenkmale in Wachenheim an der Weinstraße
Die Liste der Naturdenkmale in Wachenheim an der Weinstraße nennt die im Gemeindegebiet von Wachenheim an der Weinstraße ausgewiesenen Naturdenkmale (Stand 4. März 2024).

## Naturdenkmale
| Nr.         | Bezeichnung                                                        | Lage                                                    | Beschreibung | Bild                                    |
| ----------- | ------------------------------------------------------------------ | ------------------------------------------------------- | --- | --------------------------------------- |
| ND-7332-188 | Wetterkreuzfelsen                                                  | östlich des Murhardterhofs; Abteilung Am Kreuzberg Lage | Sandsteinfelsen unterhalb des Wetterkreuzes                                                                                                | Direkt Bild zu diesem Denkmal hochladen |
| ND-7332-189 | Siebenröhrenbrunnen                                                | südwestlich der Stadt innerhalb des Kurpfalz-Parks Lage | gefasste Quelle | Direkt Bild zu diesem Denkmal hochladen |
| ND-7332-190 | Blutbuche, Wellingtonie, Österreichische Schwarzkiefer, Lebensbaum | Weinstraße, bei Nr. 4 Lage                              | Baumbestand im Park des Weingutes Wolf: Fagus sylvatica f. purpurea, Pinus nigra subsp. nigra, Thuja sp. und Sequoiadendron giganteum      | Direkt Bild zu diesem Denkmal hochladen |
| ND-7332-191 | Schwarzer Maulbeerbaum, Gleditschie, Ginkgo, Traueresche, Platane  | Weinstraße, bei Nr. 4 Lage                              | Baumbestand im Park des Weingutes Wolf: Morus nigra, Gleditsia sp., Ginkgo biloba, Fraxinus excelsior f. pendula und Platanus occidentalis | Direkt Bild zu diesem Denkmal hochladen |
| ND-7332-192 | Drei schwarze Maulbeerbäume                                        | am jüdischen Friedhof Lage                              | Morus nigra, drei Bäume | Direkt Bild zu diesem Denkmal hochladen |
| ND-7332-553 | Steinerne Kelter                                                   | westlich der Stadt im Poppental Lage                    | auch Opferstein; Sandsteinfelsen | mehr Fotos \| Fotos hochladen           |

## Ehemalige Naturdenkmale
| Nr.         | Bezeichnung | Lage                                                      | Beschreibung                                                     | Bild                                    |
| ----------- | ----------- | --------------------------------------------------------- | ---------------------------------------------------------------- | --------------------------------------- |
| ND-7332-193 | Mispelbaum  | nordwestlich des Ortes; Flur In der hinteren Krähöhe Lage | Mespilus germanica; Baum abgegangen, Rechtsverordnung aufgehoben | Direkt Bild zu diesem Denkmal hochladen |